# Syngonanthus spongiosus
Syngonanthus spongiosus är en gräsväxtart som beskrevs av Nancy Hensold. Syngonanthus spongiosus ingår i släktet Syngonanthus och familjen Eriocaulaceae. Inga underarter finns listade i Catalogue of Life.